# Dasystole
Dasystole là một chi bướm đêm thuộc họ Geometridae.